# Jhohan Gutiérrez
Jhohan Francisco Gutiérrez Oliveira (Santa Cruz de la Sierra, 27 de septiembre de 1996) es un futbolista boliviano que se desempeña como guardameta y su equipo actual es FC Universitario de la Primera División de Bolivia.

## Trayectoria

### Inicios
Se inició en la Academia Tahuichi Aguilera. Posteriormente jugó en Adolfo Flores y en la Universidad Cruceña.

## Clubes
| Club                | País    | Año               |
| ------------------- | ------- | ----------------- |
| Universidad Cruceña | Bolivia | 2013 - 2016       |
| The Strongest       | Bolivia | 2017 - 2019       |
| Atlético Palmaflor  | Bolivia | 2020 - 2021       |
| The Strongest       | Bolivia | 2022              |
| Blooming (cedido)   | Bolivia | 2023              |
| The Strongest       | Bolivia | 2024              |
| FC Universitario    | Bolivia | 2025 - Actualidad |

## Palmarés

### Títulos nacionales
| Título           | Club          | País    | Año           |
| ---------------- | ------------- | ------- | ------------- |
| Primera División | The Strongest | Bolivia | Apertura 2016 |